# Josef Miner
Josef Miner (n. 1 februarie 1911, Breslau, Reich-ul German – d. 1944, Huși, Vaslui, România) a fost un boxer ce a reprezentat Reichul German, medaliat olimpic. A participat la o ediție a Jocurilor Olimpice (1936) în care a câștigat o medalie de bronz.

## Participări
Lista de mai jos prezintă principalele competiții la care a participat Josef Miner de-a lungul carierei.
- boxing at the 1936 Summer Olympics – featherweight[*]